# Cangiani
Cangiani è una frazione del comune campano di Boscoreale, nella città metropolitana di Napoli. Si sviluppa sull'omonima strada ed è per questo talvolta indicata come Via Cangiani.

## Storia
La storia del piccolo centro è correlata alla costruzione di un canale d'irrigazione, con relativi mulini ad acqua, che avrebbe collegato le acque del fiume Sarno a Torre Annunziata. L'opera, iniziata nel 1593 e terminata nel 1605, vedeva nella zona in cui sorge l'attuale villaggio, un punto culminante, e di cambio di pendenze, tra la pianura dell'Agro nocerino-sarnese e la discesa a valle verso il mare, a Torre Annunziata.
Data la sua posizione, tale zona sarebbe stata localmente definita Cangio, che in napoletano significa "cambio", offrendo un'ipotesi sull'origine del toponimo. Altra ipotesi, più accreditata, fa risalire il toponimo Cangiani ad una nobile famiglia partenopea, i Cangiano, ivi residente nel XIX secolo ed a cui apparteneva la Cappella Cangiani (1575), situata a Napoli.

## Geografia
Cangiani, situato nell'area nordorientale del comune e lungo l'omonima via, è urbanisticamente contiguo con le frazioni boschesi di Marchesa (ad ovest) e Marra (ad est), e fa parte dell'area vesuviana. L'abitato sorge nei pressi del confine con la Provincia di Salerno, nel comune di Scafati, da cui dista 4,7 km. Gli altri centri più vicini sono le altre due frazioni boschesi di Pellegrini e Passanti, Poggiomarino (4 km nord), la frazione scafatese di San Pietro (3,7 km sud), Boccia al Mauro (4 km ovest), Boscoreale (5 km ovest), e Terzigno (5,2 km nord-ovest).

## Infrastrutture e trasporti
La frazione è attraversata da nord-ovest a sud-est dalla Strada statale 268 del Vesuvio, e gli svincoli più vicini ad essa, entrambi a circa 2 km, sono "Scafati" e "Poggiomarino-Boscoreale". 
Cangiani è inoltre servita dall'omonima stazione ferroviaria della Circumvesuviana, sulla linea Napoli-Torre Annunziata-Pompei-Poggiomarino, che la collega direttamente con la città partenopea.